# Cirrhoscyllium
Cirrhoscyllium – rodzaj ryb chrzęstnoszkieletowych z rodziny Parascylliidae.

## Zasięg występowania
Rodzaj obejmuje gatunki występujące w wodach zachodniej części Oceanu Spokojnego.

## Morfologia
Długość ciała do 49 cm.

## Systematyka
Rodzaj zdefiniowali w 1913 roku amerykańscy ichtiolodzy Hugh McCormick Smith i Lewis Radcliffe w pracy autorstwa Smitha na łamach Proceedings of the United States National Museum. Na gatunek typowy autorzy wyznaczyli (oryginalne oznaczenie) C. expolitum.

### Etymologia
- Cirrhoscyllium: gr. κιρρος kirrhos ‘żółtawy, rdzawy’[5]; rdzeń -scyllium, od gr. σκυλιον skulion ‘gatunek rekina’[6].
- Zev: etymologia nieznana, Whitley nie podał wyjaśnienia pochodzenia nazwy rodzajowej[2].

### Podział systematyczny
Do rodzaju należą następujące gatunki:
- Cirrhoscyllium expolitum Smith & Radcliffe, 1913
- Cirrhoscyllium formosanum Teng, 1959
- Cirrhoscyllium japonicum Kamohara, 1943